# Afganistán en los Juegos Paralímpicos de Atlanta 1996
Afganistán estuvo representado en los Juegos Paralímpicos de Atlanta 1996 por dos deportistas masculinos. El equipo paralímpico afgano no obtuvo ninguna medalla en estos Juegos.